# 土佐電気鉄道安芸線
安芸線（あきせん）は、かつて高知県南国市内の後免駅と安芸市内の安芸駅とを結んでいた、土佐電気鉄道（現・とさでん交通）の鉄道路線である。
一部の列車は軌道線の後免線・伊野線や、国鉄土讃本線に乗り入れていた。廃止後は、一部に土佐くろしお鉄道阿佐線（ごめん・なはり線）の建設用地や、トンネル等も含めてサイクリングロード（高知県道501号高知安芸自転車道線）として使用されている区間もある。
代替交通として2002年に開業した土佐くろしお鉄道ごめん・なはり線のほか、高知東部交通のバス路線の安芸 - 高知線が運行されている。

## 路線データ
- 路線距離（営業キロ）：26.8km
- 軌間：1067mm
- 駅数：24駅（起終点駅含む）
- 複線区間：
- 電化区間：全線（直流600V）

## 歴史
山本 (1960)、東京大学鉄道研究会 (1969) による。
- 1919年（大正8年）
  - 7月12日 土佐電気鉄道後免駅および鉄道院高知線（当時工事線）に接続し安芸に至る路線を免許出願
  - 11月3日 免許下付[2]
- 1920年（大正9年）
  - 1月8日 高知鉄道設立[3]
  - 12月19日 起工式
- 1924年（大正13年）12月8日 高知鉄道により、後免（現・後免町） - 手結間7マイル13チェーン (11.8km) 開業[4]。後免駅・立田駅・野市駅・赤岡駅・岸本駅・手結駅が開業
- 1925年（大正14年）3月31日 省後免 - 後免間48チェーン (0.96km) の敷設免許[5]
- 1925年（大正14年）7月14日 省後免 - 後免間工事施工認可、11月15日着工
- 1926年（大正15年）4月11日 省後免を後免、後免を後免町と改称[6]し後免 - 後免町間開業[7]
- 1929年（昭和4年）4月1日 手結 - 安芸間着工
- 1930年（昭和5年）
  - 4月1日 手結 - 安芸間 (14.1km) 開業、後免 - 安芸全線開通[8]。住吉駅・長谷寄駅・西分駅・赤野駅・穴内駅・安芸駅が開業
  - 6月21日[9] 省線経由高知駅乗り入れ開始
- 1941年（昭和16年）7月12日 2日前に土佐電気の軌道線部門を譲受、土佐バスなどを合併した高知鉄道が土佐交通に社名変更
- 1948年（昭和23年）
  - 6月3日 南海鍛圧機（元の土佐電気）が土佐交通を合併し、土佐電気鉄道に社名変更
  - 3月16日 電化工事施工認可申請、10月1日許可
- 1949年（昭和24年）
  - 4月18日 後免 - 手結間電化開業。野市変電所を設置
  - 7月20日 手結 - 安芸間電化開業。赤野変電所を設置
- 1954年（昭和29年）7月5日 軌道線車両による高知市内 - 手結間直通運転開始
- 1955年（昭和30年）10月31日 直通運転区間を安芸に延長
- 1974年（昭和49年）4月1日 安芸線廃止[10]

## 運転
急行列車を含む高知市内線直通があり、軌道線車両により鉄道線内は最大3両を連結して運行された。
- 1960年（昭和35年）
旅客列車：安芸発1日30本およそ33分間隔、うち後免行き22本、高知市内直通8本（朝方に急行1本）。他に朝方手結から1本、野市から2本、市内直通列車
貨物列車：後免 - 安芸間に定期1日1往復、不定期で1日2往復。促成栽培の野菜出荷時に1日30両の要請
- 1969年（昭和44年）
旅客列車：安芸発1日27本着28本。軌道線経由高知市内から乗り入れ10本、市内行き12本（各急行1本含む）。他にラッシュ時には手結、赤岡、野市折り返し便
貨物列車：1日1往復、他に混合列車あり。野菜出荷時には1日30両以上の出荷要請

## 駅一覧

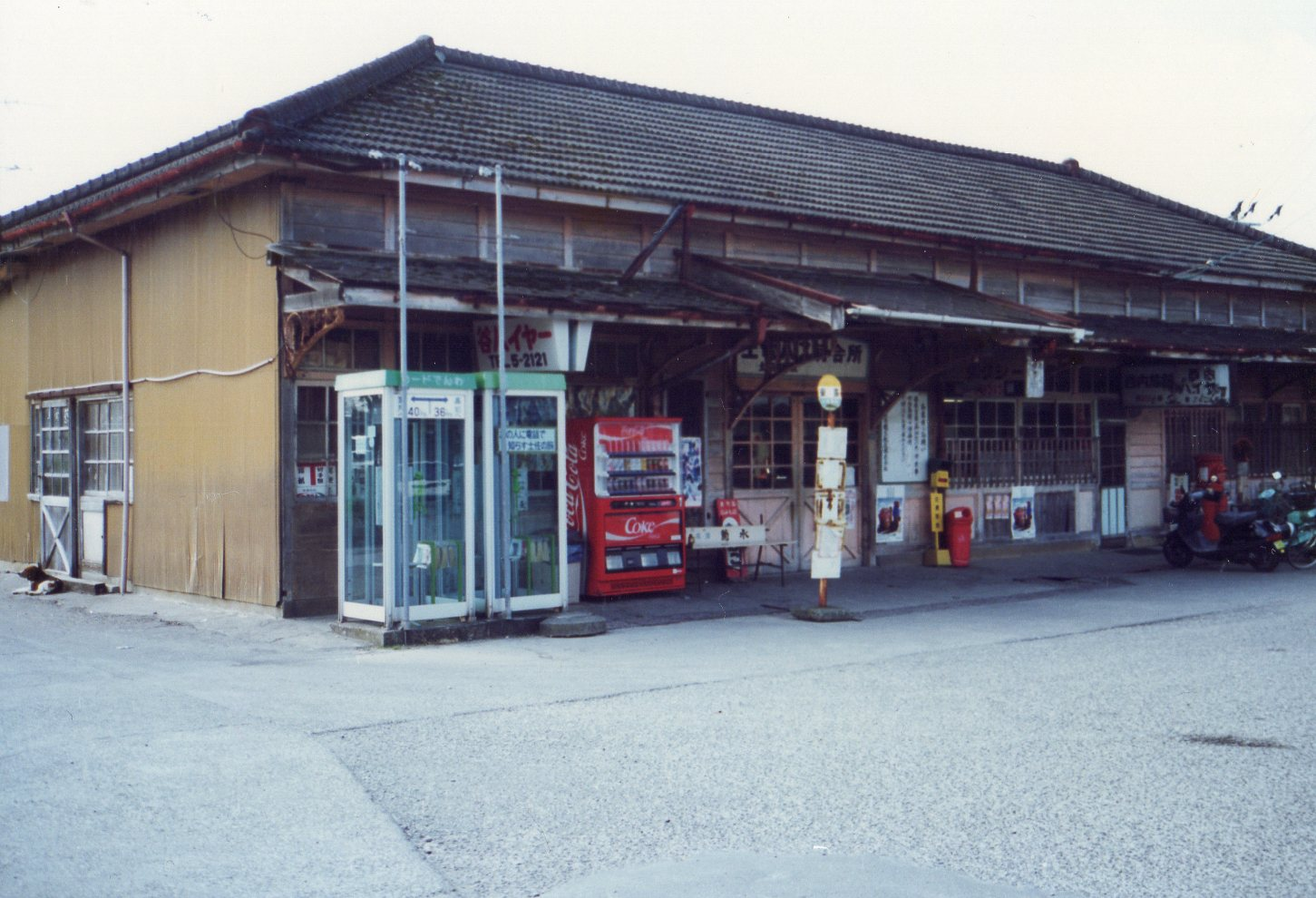
旧土佐電気鉄道安芸駅（1993年2月12日）

後免駅 - 後免町駅 - 永田駅 - 立田駅 - 日章駅 - 物部川駅 - 西野市駅 - 野市駅 - 遠山駅 - 古川駅 - 赤岡駅 - 岸本駅 - 月見山駅 - 夜須駅 - 手結（てい）駅 - 海浜学校前駅 - 土佐住吉駅 - 長谷寄駅 - 西分駅 - 和食駅 - 赤野駅 - 八流（やながれ）駅 - 穴内駅 - 安芸駅

## 接続路線
- 後免駅：日本国有鉄道土讃本線
- 後免町駅：土佐電気鉄道後免線

## 車両

### 蒸気機関車
- 7100形 (7104)：1882年、米ポーター製の軸配置2-6-0形テンダー機関車。1924年1月ごろ、工事用として梅鉢鉄工場から譲受。1930年ごろ解体。
- 1形 (1 - 3)：1 - 2は1924年開業と同時に入線。3は翌1925年に入線した。汽車製造製の軸配置C、弁装置はワルシャート式のタンク機関車。1930年から1936年まで鉄道省高知線経由で省線高知駅まで乗り入れていた。1949年の電化時まで運用され、1951年に廃車・解体された。
- 1800形 (1801, 1803)：元は鉄道省1800形で1881年キットソン製のタンク機関車。東海道本線などで運用されてから1930年に入線した。1803は1937年頃廃車され、1801は1940年に東洋レーヨン滋賀工場に譲渡され1964年まで運用された。廃車後、交通科学館（のち交通科学博物館、2014年閉館）で保存されたのち、2016年4月に開館した京都鉄道博物館に移設されて引き続き保存されている。
- 600形 (608)：元は日本鉄道W2/4形40で、同鉄道の国有化後改番を経て国鉄600形となり、鉄道省→京都市場運送→篠山鉄道と払い下げられたもの。1898年ナスミス・ウィルソン製で、軸配置1B1、弁装置はジョイ式のタンク機関車であった。1945年に野菜、貨物輸送用に入線し、電化後の1950年には高知で廃車・解体された。
- 800形 (800)：参宮鉄道形式1の7号で、同鉄道国有化後は鉄道院800形となった。その後芸備鉄道に譲渡されたが、同鉄道の国有化で再び鉄道省籍に戻り、1940年に1800形1801と入れ替わる形で入線した。1903年汽車製造製で軸配置は1B1、弁装置はジョイ式のタンク機関車で、野菜輸送を主目的としたが燃料統制であまり運用されなかった模様。1950年に高知で廃車・解体。
- 280形 (281)：1913年、日本車輌製造製の軸配置1B1形36t級タンク機関車。1946年、南部鉄道B281を譲受。1951年2月、丸の内商事神戸支店に売却。
- 200形 (201, 202)：片上鉄道1・3を1947年に譲り受けたもの。1922年日本車輌製造製の軸配置1C1のタンク機関車で電化後の1951年まで在籍した。丸の内商事神戸支店に売却。
- 500形 (500)：軸配置C形27t級のタンク機関車。1950年9月に売却された記録があるのみで、詳細不明。
- C12形 (C12001)：国鉄C12形と同型機で、1942年から新造許可を申請していたが、1947年になってようやく許可されたという背景を持つ。1948年日本車輌製造製（製造番号1496）で、電化後も貨物列車を牽いていたが、1952年に雄別炭礦尺別鉄道に譲渡された。1970年に同鉄道で廃車された。

### 気動車
- キハ6形6 - 8：1928年梅鉢鉄工所製の4輪ガソリンカー。定員32名。キハ7は1943年に中島飛行機へ譲渡された。
- キハ100形101：1934年日本車輌製造東京支店製4輪ガソリンカー。定員40名。電化前の1948年に廃車解体された。越生鉄道キハ1形気動車は同形。
- キハニ2000形2000 - 2002：2000は1936年、2001・2002は1937年日本車輌製造製、定員100名の14m級ガソリンカー。当時の地方鉄道向け気動車に共通し俗に「びわこ形」と呼ばれる流線型の車体を持ち、機関は国鉄キハ41000形と同型で制式ガソリン機関であるGMF13(90kW)を搭載する。吊り手にリコ式吊り手を採用するなど意欲的な車両でもあった。蒸気機関車1形に代わって省線高知駅へ乗り入れ、1940年から木炭ガス発生装置を取り付けられた後も1942年頃まで続いた。1949年の電化時に富士車輌で全車が付随車に改造されサハ2000形サハ2001 - 2003となった。
- キハニ2100形2101：佐久鉄道キホハニ51→鉄道省キハニ40701となったボギー式ガソリンカー。1942年に入線し、戦時中に木炭ガス代燃化されることもなく客車代用として蒸気機関車に引かれることもあった。1949年の電化時にキハニ2000形と共に富士車輌へ送られ、制御車クハニ2101となった。

### 電車
- モハ1000形1001 - 1008：1949年の電化時にナニワ工機で京阪100型の鋼体化時に余剰になった車体と、南海電鉄から譲り受けたブリル77E台車、制御装置は三菱電機から購入した新品を組み合わせたもの。定員84名。電化後の主力車両で、入線当初はほぼ原型のままであったが、後にダブルルーフ屋根からの雨漏りが酷くなりシングルルーフ化され、正面窓を3枚から2枚下段上昇式に改造したり、前後端の乗降扉を内側へ寄せ、運転席に側窓を設けるなどの大改造を数度に渡り受けた。この内モハ1001は1956年より休車されている。外板に鋼板を貼るいわゆる"偽スチール"化も行われたが、木造車体の老朽化が著しくなり1964年に自社東雲町工場で阪神1101形の車体と載せ替えモハ1001をのぞきモハ5000形5001 - 5007となった。休車中であったモハ1001も電装解除の上、同じ車体に載せ替えクハ3000形3003となった。
- サハ2000形2001 - 2003：電化時にキハニ2000形を付随車へ改造したもの。後に制御車化されクハニ2000形2001 - 2003となり、後年さらに荷物室を撤去してクハ2000形2001 - 2003となった。1964年にモハ1000形同様車体を載せ替えることとなり、クハ2002（→クハ3001）・クハ2003（→クハ3002）が阪神1101形の車体と載せ替えられクハ3000形3001・3002となった。残ったクハ2001は1965年に片側を貫通化改造、乗降扉の自動扉化、荷物室を再度設置しクハニ3501（定員70名）となり1974年の安芸線廃止時まで運用された。
- クハニ2100形2101：電化時にキハニ2101を制御車化改造したもの。他の車両に比べ車体が小振りのため荷物車代用として使われることも多く、1965年に全室を荷物室とする改造を受けクニ2101となった。貨物輸送廃止後は手結駅側線で留置されていた。
- モハ5000形5001 - 5008：1964年にモハ1000形からの車体載せ替えで1001 - 1007が改造された。定員82名。1965年にはクハ3003が電装化改造を受けモハ5008として編入された。安芸線では初の自動扉装備車となり、貫通路付きの車体を生かしクハ3000形などと共に適宜2両程度の編成を組んだ。1974年の廃止時まで運用された。
- クハ3000形3001 - 3003：1964年にクハ2000形2002・2003、モハ1000形1001から車体を載せ替え改造された制御車。制御車であることをのぞけば車体はモハ5000形と同型で、同じく安芸線初の自動扉装備車であった。この内モハ1001形からの改造車であるクハ3003は1965年にモハ5008へ再改造された。1974年の廃止時まで運用された。

### 電気機関車
- ED1000形1001：元富岩鉄道ロコ1形で、1937年木南車輌製の南海型凸型電機。同系車に北陸鉄道ED20形・豊橋鉄道デキ200形がある。富岩鉄道は買収で国鉄富山港線となり、電化時の1949年に国鉄城川原機関庫引き渡しで譲り受けた。入線当初はED1と呼ばれ直接制御、自重25tであったが、1960年に死重を積んで自重35tとなり、間接制御に改造された。ED2001の入線後は予備車、あるいは短編成の貨物列車用として使用され、1972年に国鉄との連絡運輸が廃止されるまで運用され、廃線まで手結駅側線で留置、その後解体された。
- ED2000型2001：1951年に中日本重工三原製作所で製造された自重30tの凸型電機。形状の似た機関車として栗原電鉄ED20形201 - 203がある。貨物輸送が廃止された1972年まで運用され、その後は手結駅側線でクニ2101、ED1001と共に留置されていた。車齢が若いため譲渡も考慮されたが、直流600V仕様であることが災いし引き取り手が現れず、後に後免町駅構内で解体された。

### 客車
1924年開業時に国鉄より木製2軸客車8両の払下げをうけた。
- ハ1-3：国鉄ハ2290-2292（旧関西鉄道）[13]。1929年にハ1・2→ハニ3・4にハ3→ハ1（2代目）へ改造改番し、さらに1947年にハニ3をユニ3へ改造し1952年ワフ4へ再改造した。
- ハ4：竣工届けでは明治29年天野工場製ハ2300となっているが各種データが一致せず、形態等からハ2389-2398（旧参宮鉄道）[14]が考えられる。1929年ハ1-3の改番時にハ2（2代目）となる。
- ハ5・6：国鉄ハ2334-2335（旧関西鉄道）[15]1929年の改番時にハ3・4（2代目）となる。
- ハニ1：国鉄ハニ3665（旧関西鉄道）[16]。1930年ユニ1に改造。
- ハニ2：国鉄ハニ3661（旧関西鉄道）[17]。

1927年国鉄より木製2軸客車3両の払下げをうけた。
- ハ7-9：国鉄ハ2213・2216・2212（旧西成鉄道）[18]。1929年の改番時にハ5-7（2代目）となる。

1930年国鉄より木製2軸客車5両の払下げをうけた。
- ハ8（2代目）・ハ9（2代目）・10・11：国鉄ハ2343・2349・2350・2352（旧関西鉄道）[19]。ハ11は1931年にフハ1に改造。
- ハ12：国鉄ハ2201（旧関西鉄道）[20]。1930年にユニ2へ改造。

1940年以降燃料統制によりガソリンカーの代替列車が必要となり中古車両を購入している。
- ハフ2・3：国鉄ハ3039・3040（旧関西鉄道）[21]。
- ハ11（2代目）：1944年入線した木製2軸客車。前歴不詳。
- ハ12（2代目）：1944年入線した木製2軸客車。前歴不詳。
- ホハフ1001：1940年に入線した国鉄ホハ12181（日本車輌1912年製 木製ボギー客車 鉄道院基本形客車）。
- ホハニ1101：1940年に入線した国鉄ホハニ4083（新橋工場製1901年製 木製ボギー客車）。
- ホハフ1200：1942年に入線した飯山鉄道のフホハ1（日本車輌1921年製 木製ボギー客車）。開業時に新製された車両で国鉄に買収される前に譲渡された。

客車の項目は『私鉄車両めぐり特輯』2」86-88頁を参照

### 軌道線車両
1954年（昭和29年）から間接制御式軌道線車両の乗り入れが開始され、以下の車両が後免町駅経由で乗り入れた。
- 200形
- 500形
- 600形

### 車両数の変遷
| 年度      | 蒸気機関車 | ガソリンカー | 客車 | 貨車 | 貨車 |
| 年度      | 蒸気機関車 | ガソリンカー | 客車 | 有蓋 | 無蓋 |
| --------- | ---------- | ------------ | ---- | ---- | ---- |
| 1924      | 3          |              | 8    | 2    | 3    |
| 1925      | 3          |              | 8    | 2    | 3    |
| 1926      | 3          |              | 8    | 5    | 3    |
| 1927      | 3          |              | 11   | 5    | 3    |
| 1928      | 4          | 3            | 11   | 5    | 3    |
| 1929      | 3          | 3            | 11   | 5    | 3    |
| 1930-1933 | 5          | 8            | 16   | 7    | 6    |
| 1934-1935 | 5          | 9            | 16   | 7    | 6    |
| 1936      | 5          | 10           | 16   | 7    | 6    |
| 1937      | 4          | 12           | 15   | 7    | 6    |

- 鉄道省鉄道統計資料、鉄道統計資料、鉄道統計各年度版

## その他
- 電化工事は、終戦後の困難な条件のもと行われた。後免町駅には吉田茂の起草になる電化記念碑（日本語と英語を併記）が建立され、GHQに対する謝辞が記されている。この碑は安芸線廃止後の現在も残されている。
- 終点の安芸駅は、現在の土佐くろしお鉄道ごめん・なはり線球場前駅付近にあった。安芸市の中心部には線路を延ばせなかった。駅舎はバスの待合所として活用されていたが解体。跡地はカリヨン広場となっている。
- 阪神の中古車両が走っていたこと、終点の安芸駅近くに阪神タイガースがキャンプを張る安芸市営球場があったことから、阪神とは縁の深い路線であった。
- 土佐電鉄後免町駅構内には、安芸線に接続していた線路が残っていた。しかし、待合所建替えで一部残っていた安芸線の線路も完全に撤去され、後免町駅に残る遺構は安芸線電化開業記念碑ぐらいになった。